# Нейе-Милле
Нейе-Милле — исчезнувший немецкий хутор в Камышинском районе Волгоградской области.
Основан в 1845 году. Также был известен как Даниловская мельница, Мучной, Нейе-Мюле.
Хутор располагался в пределах Приволжской возвышенности, на левом берегу реки Иловли, в 38 км к северу от Камышина.

## История
Основан в 1845 году. Лютеранский хутор на собственной земле. Основатель — Давид Делингер из колонии Крафт, построивший здесь водяную мельницу. Хутор относился к Усть-Кулалинской волости Камышинского уезда Саратовской губернии.
После установления советской власти немецкое село сначала Верхне-Иловлинского района Голо-Карамышского уезда, с 1922 года - Каменского кантона Трудовой коммуны (Области) немцев Поволжья (с 1923 года — АССР немцев Поволжья). Хутор относился к Крафтскому сельсовету. С 1935 года — в составе Добринского кантона Республики немцев Поволжья.
В голод 1921 года родилось 69 человек, умерло — 217. В 1926 году действуют начальная школа, кооперативная лавка, сельскохозяйственное кооперативное товарищество, изба-читальня.
28 августа 1941 года был издан Указ Президиума ВС СССР о переселении немцев, проживающих в районах Поволжья, немецкое население депортировано.

## Население
Динамика численности населения по годам:
| 1911 | 1920 | 1922 | 1926 |
| ---- | ---- | ---- | ---- |
| 48   | 277  | 126  | 137  |